# Noccaea violascens
Noccaea violascens är en korsblommig växtart som först beskrevs av Heinrich Wilhelm Schott och Karl Theodor Kotschy, och fick sitt nu gällande namn av Friedrich Karl Meyer. Noccaea violascens ingår i släktet backskärvfrön, och familjen korsblommiga växter. Inga underarter finns listade i Catalogue of Life.